# ريهام دوابشة
ريهام دوابشة (أم أحمد) (5 سبتمبر 1988 – 6 سبتمبر 2015 في دوما، فلسطين), هي فلسطينية متزوجه من سعد الدوابشة وام لطفلين أحمد وطفل رضيع علي دوابشة، تم مهاجمة بيتها في نهاية يوليو/تموز الماضي بعد أن أقدم مستوطنون من عصابات «تدفيع الثمن» على حرقها مع عائلتها داخل منزلهم قرب نابلس بإلقاء مواد مشتعلة داخله، حيث أحرقت النيران المنزل بالكامل وأصيبت هي وزوجها (سعد دوابشة) وطفلها أحمد بحروق بالغة وصلت 80% من أجسادهم بينما استشهد طفلها الرضيع علي على الفور.

## ردود فعل
- أعلن الرئيس الفلسطينى محمود عباس الحداد 3 أيام على روح الشهيدة ريهام دوابشة.[2]
- دعت حركة حماس رجالها في الضفة للثأر بعد استشهاد «ريهام دوابشة».[3]
- أعرب المنسق الخاص للأمم المتحدة لعملية السلام في الشرق الأوسط نيكولاي ملادينوف عن حزنه الشديد، مشيرا في بيان صدر 7 سبتمبر 2015 إلى أن ريهام دوابشة الضحية الثالثة للهجوم الإرهابي الذي وقع نهاية يوليو/تموز الماضي.[4]
- عرب المسؤول الدولي عن قلقه لعدم تحديد هوية الجناة الذين كانوا وراء الاعتداء على الأسرة الفلسطينية.[4]

## تشييع جثمانه
شُيعت ريهام دوابشة يوم 7 سبتمبر 2015 في قرية دوما جنوب شرق مدينة نابلس بالضفة الغربية وسط مشاركة عديد من فلسطينيين حيث ألقت عائلتها نظرة الوداع على جثمانها في مقبرة القرية.